# 가와사키 YPX
가와사키 YPX은 가와사키 P-1을 기반으로 하는 여객기 프로젝트다. 개발이 결정된다면 일본 최대의 국산 여객기가 된다.

## 크기
크기는 미쓰비시 스페이스제트 M90보다 훨씬 큰 150인승급이 되며 보잉 737보다도 크다. 이코노미 좌석은 폭이 46cm가 될 것이며 통로는 51cm가 될 것이라고 한다.

## 국가별 90인승 여객기
- 미국 - 보잉 737 3200만 달러
- 유럽 - 에어버스 A320 5600만 달러
- 일본 - 미쓰비시 MRJ
- 중국 - 코맥 C919
- 러시아 - 수호이 슈퍼제트 100

## 사양
- 조종 인원 : 두 조종사
- 탑승 인원 : 100명~150명
- 길이 : 38.0 m (124 ft 8 in)
- 날개폭 : 35.4 m (114 ft 8 in)
- 높이 : 12.1 m (39 ft 4 in)
- 엔진 : 4× IHI Corporation XF7-10 turbofan, 13,500 lbs (60 kN) 각각
- 순항속도 : 833 km/h (450 knots, 516 mph)
- 상승한도 : 44,200 ft (13,520 m)

## 같이 보기
관련 개발
- 가와사키 P-1
- 가와사키 C-2

유사한 역할, 구성 및 시대의 항공기
- 에어버스 A320 패밀리
- 보잉 737 Next Generation